# Pteroceras
Pteroceras es un género de orquídeas epifitas originarias de la India, sur de China y Malasia. Comprende 67 especies descritas y de estas, solo 27 aceptadas.

## Taxonomía
El género fue descrito por Hasselt ex Hassk. y publicado en Flora 25(2, Beibl): 6. 1842.

## Especies aceptadas
A continuación se brinda un listado de las especies del género Pteroceras aceptadas hasta marzo de 2013, ordenadas alfabéticamente. Para cada una se indica el nombre binomial seguido del autor, abreviado según las convenciones y usos.
- Pteroceras asperatum (Schltr.) P.F.Hunt
- Pteroceras biserratum (Ridl.) Holttum
- Pteroceras cladostachyum (Hook.f.) H.A.Pedersen
- Pteroceras compressum (Blume) Holttum
- Pteroceras decipiens (J.J.Sm.) Bakh.f.
- Pteroceras erosulum H.A.Pedersen
- Pteroceras fragrans (Ridl.) Garay
- Pteroceras fraternum (J.J.Sm.) Bakh.f.
- Pteroceras hirsutum (Hook.f.) Holttum
- Pteroceras indicum Punekar (2008)
- Pteroceras johorense (Holttum) Holttum
- Pteroceras leopardinum (E.C.Parish & Rchb.f.) Seidenf. & Smitinand
- Pteroceras longicalcareum (Ames & Rolfe) Garay
- Pteroceras monsooniae Sasidh. & Sujanapal
- Pteroceras muluense Schuit. & de Vogel
- Pteroceras muriculatum (Rchb.f.) P.F.Hunt
- Pteroceras nabawanense J.J.Wood & A.L.Lamb (2010)
- Pteroceras pallidum (Blume) Holttum
- Pteroceras philippinense (Ames) Garay
- Pteroceras semiteretifolium H.A.Pedersen
- Pteroceras simondianum (Gagnep.) Aver.
- Pteroceras spathibrachiatum (J.J.Sm.) Garay
- Pteroceras teres (Blume) Holttum
- Pteroceras unguiculatum (Lindl.) H.A.Pedersen
- Pteroceras violaceum (Ridl.) Holttum
- Pteroceras viridiflorum (Thwaites) Holttum
- Pteroceras vriesii (Ridl.) Garay